# Hovlössgrönnan
Hovlössgrönnan  is een Zweeds eilandje behorend tot de Lule-archipel. Het ligt ten westen van Germandön. Het eiland heeft geen oeververbinding en heeft geen bebouwing.